# Dieter Dever
Dieter Dever [uitspraak: 'ditər 'deːvər] (Menen, 12 januari 1980) is een Belgisch voormalig voetballer die als centrale verdediger speelde. Hij stond onder contract bij KSV Roeselare, KV Mechelen, KAA Gent, SV Wevelgem City en KVV Coxyde.

## Statistieken
| Seizoen | Club             | Land   | Competitie    | Wed. | Goals |
| ------- | ---------------- | ------ | ------------- | ---- | ----- |
| 1998/99 | KSV Roeselare    | België | Tweede klasse | 27   | 0     |
| 1999/00 | KSV Roeselare    | België | Tweede klasse | 29   | 3     |
| 2000/01 | KSV Roeselare    | België | Tweede klasse | -    | -     |
| 2001/02 | KV Mechelen      | België | Tweede klasse | 27   | 1     |
| 2002/03 | KV Mechelen      | België | Eerste klasse | 5    | 0     |
| 2002/03 | KAA Gent         | België | Eerste klasse | 2    | 0     |
| 2003/04 | KAA Gent         | België | Eerste klasse | 5    | 0     |
| 2004/05 | KAA Gent         | België | Eerste klasse | 8    | 0     |
| 2004/05 | SV Wevelgem City | België | Derde klasse  | 0    | 0     |
| 2005/06 | SV Wevelgem City | België | Vierde klasse | 30   | 5     |
| 2006/07 | SV Wevelgem City | België | Vierde klasse | 29   | 5     |
| 2007/08 | SV Wevelgem City | België | Vierde klasse | 21   | 4     |
| 2008/09 | KVV Coxyde       | België | Vierde klasse | -    | -     |
| 2009/10 | KVV Coxyde       | België | Derde klasse  | -    | -     |
| Totaal  | Totaal           | Totaal | Totaal        | 183  | 18    |